# Падилья, Маркос Данило
Маркос Данило Падилья (порт.-браз. Marcos Danilo Padilha; 31 июля 1985, Сианорти, Бразилия — 28 ноября 2016, Серро-Гордо, Ла-Уньон, Антьокия, Колумбия) — бразильский футболист, вратарь. Погиб в авиакатастрофе BAe 146 под Медельином.

## Биография
Начал карьеру футболиста в команде «Сианорти» в 2004 году. В 2006 году был отдан в аренду в «Энженьейру-Белтран». Затем выступал в командах «Насьонал», «Атлетико» из Паранаваи, «Операрио Ферровиарио» и «Арапонгас». В 2012 году стал игроком «Лондрины» и играл вместе с командой в Лига Паранаэнсе и Серии D.
В октябре 2013 года подписал контракт с командой «Шапекоэнсе», которая тогда выступала в Серии B. Дебют в основном составе клуба состоялся 23 ноября 2013 года в выездном матче против «Икасы» (1:2). По итогам турнира команда заняла второе место и вышла в Серию A. Команда с относительно скромным бюджетом уверенно шла в середине турнирной таблицы чемпионата Бразилии, в 2016 году при этом победив в Лиге Катариненсе. На международной арене команда добилась своего наивысшего достижения в истории, выйдя в финал Южноамериканского кубка.
28 ноября 2016 года погиб в авиакатастрофе в Колумбии, унёсшей жизни практически всего состава клуба и тренерского штаба клуба в полном составе, летевших на первый финальный матч ЮАК-2016 с «Атлетико Насьоналем», хотя ранее было заявлено о том, что он выжил и умер в больнице на следующий день. Больница опровергла первоначальную информацию, заявив о том, что Данило никогда не был в их больнице и умер на месте катастрофы. Был похоронен на городском кладбище Сианорти. У него остались жена Летисия и сын Лоренцо.

## Титулы и достижения
- Победитель Лиги Катариненсе (1): 2016
- Обладатель Южноамериканского кубка (1): 2016 (посмертно, по просьбе соперников[6])
- Лучший игрок Бразилии (по версии болельщиков): 2016[7]